# Пионт, Денис Ефремович
Денис Ефремович Пионт (1903 год, село Спасовка — 1999 год, село Ак-Баш, Сузакский район, Джалал-Абадская область) — директор Сузакской МТС Джалал-Абадской области, Киргизская ССР. Герой Социалистического Труда (1957). Депутат Верховного Совета СССР 5-го созыва.

## Биография
Родился в 1903 году в крестьянской семье в селе Спасовка (ныне — Ак-Баш Сузакского района Джалал-Абадской области).
С 1927 года трудился в сельскохозяйственной артели в родном селе. С 1931 года — разнорабочий, бригадир трактористов Сузакской МТС Джалал-Абадской области.
Участвовал в Великой Отечественной войне. После демобилизации возвратился на родину, где в 1945 году был назначен директором Сузакской МТС Джалал-Абадской области.
Вывел Сузакскую МТС в число передовых сельскохозяйственных предприятий Джалал-Абадской области. В 1956 году Сузакская МТС обработала 4685 гектаров хлопковых полей и получила в среднем по 28,1 центнера хлопка-сырца с каждого гектара. В 1956 году Сузакская МТС сэкономила 105 тысяч рублей государственных средств и получила прибыль в 133 тысяч рублей. Указом Президиума Верховного Совета СССР от 15 февраля 1957 года за выдающиеся успехи, достигнутые в деле увеличения производства сахарной свеклы, хлопка и продуктов животноводства, широкое применение достижений науки и передового опыта в возделывании хлопчатника, сахарной свеклы и получение высоких и устойчивых урожаев этих культур удостоен звания Героя Социалистического Труда с вручением ордена Ленина и золотой медали «Серп и Молот».
Член КПСС с 1953 года. Избирался депутатом Верховного Совета СССР 5-го созыва от Совета Национальностей (1959—1963).
После выхода на пенсию проживал в родном селе, где скончался в 1999 году.